# Potenzialwachstum
Als Potenzialwachstum versteht man in der Volkswirtschaftslehre die langfristige Veränderung des Bruttoinlandsprodukts bei einem normalen Auslastungsgrad der Produktionskapazitäten. Somit stellt das Potenzialwachstum also die Veränderung des Produktionspotenzials dar.

## Abgrenzung zum Wirtschaftswachstum
Das Potenzialwachstum ist nicht identisch mit dem real beobachtbaren Wirtschaftswachstum, da letzteres auch von der konjunkturellen Entwicklung abhängt. Somit können Konjunkturschwankungen als Schwankungen des Auslastungsgrads gedeutet werden.
Dennoch lässt sich bei allen zur Ermittlung des Produktionspotenzials verwendeten Filterverfahren feststellen, dass ein Anstieg des Wirtschaftswachstums meist auch mit einem (geringeren) Anstieg des Potenzialwachstums verbunden ist. Hierauf weisen insbesondere Vertreter der keynesianischen bzw. der endogenen Wachstumstheorie hin.

## Messung
Hauptartikel: Produktionspotenzial
Die Messung des Produktionspotenzials und somit auch des Potenzialwachstums ist äußerst schwierig, da beide Größen nicht direkt beobachtbar sind. Häufig behilft man sich daher mit der Messung des langjährigen Durchschnitts oder Trends des tatsächlichen Wirtschaftswachstums. Damit lässt sich jedoch die Produktionslücke nicht hinreichend bestimmen. Weitere Möglichkeiten sind die Befragung von Unternehmen über deren Auslastung des Sachkapitals. Dies ist jedoch lediglich für das verarbeitende Gewerbe möglich.